# Clarence Childs

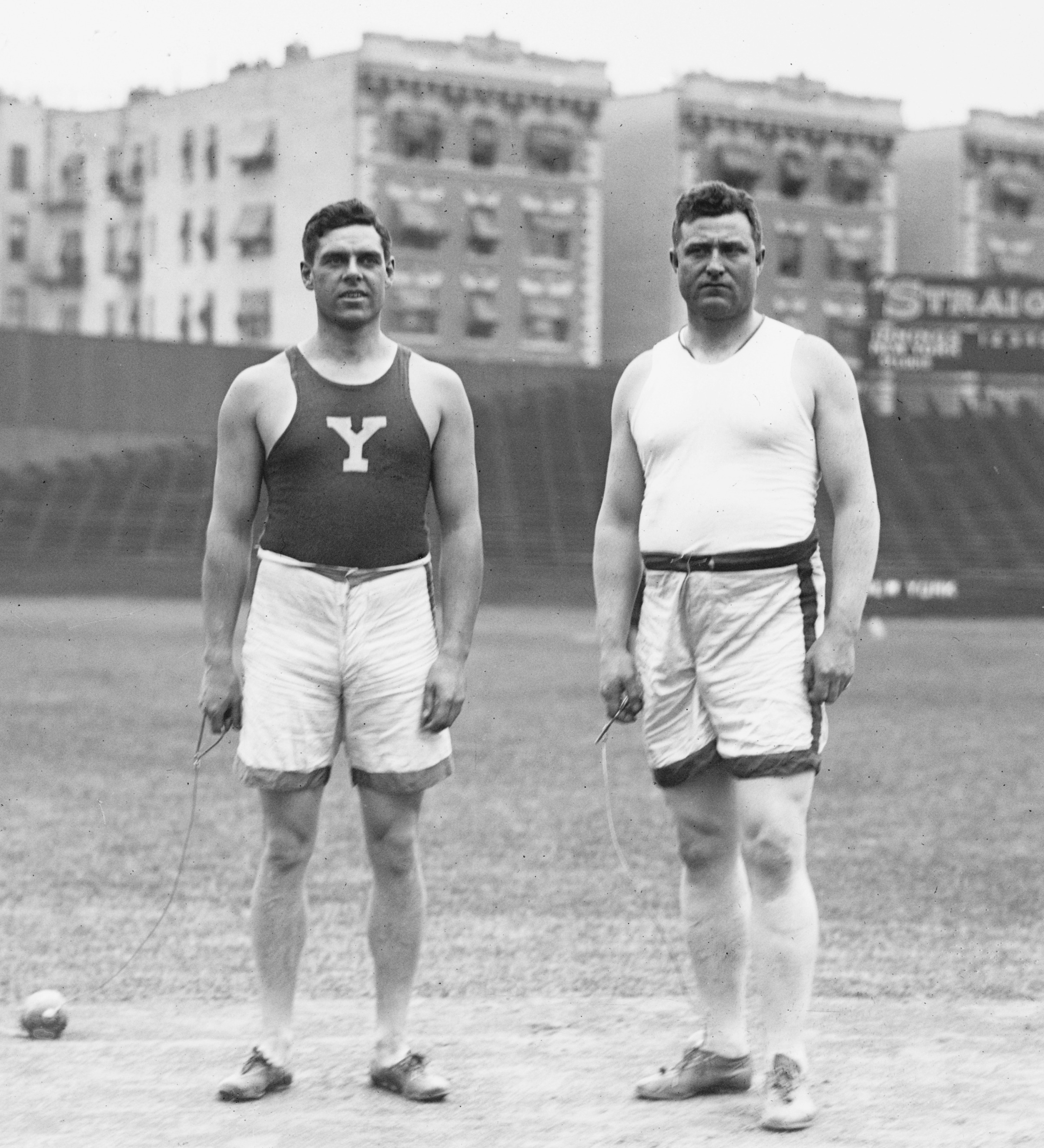
Clarence Childs (links) und Simon Gillis

Clarence Childs (Clarence Chester Childs; * 24. Juli 1883 in Wooster, Ohio; † 16. September 1960 in Washington, D.C.) war ein US-amerikanischer Hammerwerfer.
Bei den Olympischen Spielen 1912 in Stockholm gewann er im Hammerwurf mit 48,17 m die Bronzemedaille hinter seinem Landsmann Matt McGrath (54,74 m) und dem Kanadier Duncan Gillis (48,39 m). Seine persönliche Bestweite von 52,53 m stellte er im selben Jahr am 12. Juni in New York City auf.
Clarence Childs graduierte an der Yale University. Von 1914 bis 1916 war er Trainer der American-Football-Mannschaft an der Indiana University.